# Монторио-Романо
Монторио-Романо (итал. Montorio Romano) — коммуна в Италии, располагается в регионе Лацио, подчиняется административному центру Рим.
Население составляет 1961 человек, плотность населения составляет 85 чел./км². Занимает площадь 23 км². Почтовый индекс — 010. Телефонный код — 0774.
Покровителями коммуны почитаются святой Леонард Ноблакский, празднование 5 и 6 ноября, и святая великомученица Варвара, празднование 3 и 4 декабря.